# Park Ha-jun
Park Ha-jun (em coreano: 박하준; Yangyang, 19 de abril de 2000) é um atirador esportivo sul-coreano.

## Carreira
Park Ha-jun nasceu em Yangyang-gun, Gangwon-do em 2000. Sua irmã mais velha, Ha Hyang-gi Park, também é atleta de tiro. Quando ele estava na 6ª série na Escola Primária Yangyang, ele seguiu sua irmã mais velha no tiro, e depois de se formar na Escola Secundária Yangyang, ele deixou sua cidade natal e se mudou para Incheon, onde ingressou na Incheon Sports High School. Depois de se formar na Escola Secundária de Educação Física de Incheon, ele estudou na Universidade Nacional de Esportes da Coreia.
Ele participou da Universíada de Verão 2019, realizada em Nápoles, em julho de 2019, e conquistou a medalha de prata na prova de pistola de ar 10 m.
Nos Jogos Olímpicos de Verão de 2024, em Paris, conquistou a medalha de prata na competição da carabina de ar 10 m misto por equipes, ao lado de Keum Ji-hyeon.